# Monkey See - Monkey Do
Monkey See - Monkey Do è una canzone di Michael Franks del 1976. Lo stesso anno, Melissa Manchester ne incluse una cover sul suo album Help Is on the Way; contemporaneamente, uscì un singolo promozionale contenente su ambedue le facciate il pezzo. Per la sua versione, che apre la seconda facciata dell'LP, venne scritto un arrangiamento per corni da Tom Saviano; nella canzone, Stanley Schwartz suona il sassofono tenore. Nel 1978, venne pubblicato l'album Bad Boy di Ringo Starr, che comprendeva una cover del drummer del brano, con alcune parti del testo modificate, poiché includevano accenni al razzismo; sia l'LP dell'ex-beatle che Help Is on the Way sono stati prodotti dalla stessa persona, Vini Poncia. Altri artisti che hanno interpretato Monkey See - Monkey Do sono gli Addrisi Brothers (1977) e Dana Land (2005).